# 80-й ближнебомбардировочный авиационный полк
80-й ближнебомбардировочный авиационный полк — воинское подразделение Вооружённых сил СССР в Великой Отечественной войне.

## История
Полк сформирован в октябре 1939 года на аэродроме острова Ягодник недалеко от Архангельска. Основой для формирования полка послужили авиагруппа в составе двух эскадрилий СБ, прибывшая из Орловского военного округа и сводная эскадрилья ДБ-3 7-й авиабригады. Также в состав полка включены эскадрилья И-15 бис из состава 7-го тяжёлого бомбардировочного авиаполка и сформированная в Люберцах эскадрилья И-153.
Полк принимал участие в Зимней войне
В составе действующей армии: с 16.09.1941 по 22.10.1941, с 01.11.1941 по 05.03.1942 и с 14.03.1942 по 14.11.1942.
На 22.06.1941 года базировался на аэродроме Ягодник, в составе имея 52 самолёта СБ разных модификаций, а также эскадрилью ТБ-3, которая уже с начала войны использовалась на морских коммуникациях.
Прибыл на Карельский фронт в сентябре 1941 года, до конца октября 1941 года, действуя в составе 14-й армии совершил 174 боевых вылета, после чего ненадолго отведён в резерв.
В течение марта 1942 года получил все остававшиеся на тот момент на Карельском фронте бомбардировщики СБ из 137-го и 72-го бомбардировочных полков. Самолёты СБ использовались полком до осени 1942 года, когда полк уже полностью был перевооружён на самолёты Пе-2
В апреле-мае 1942 наносит удары по аэродромам и укреплениям противника в полосе действия 32-й армии, в конце мая 1942 и до июня 1942 находился в оперативном подчинении Северного флота, наносит удары по аэродромам Хебуктеня и Луостари.
Вплоть до лета 1944 года действовал в основном на медвежьегорском направлении.
Летом 1944 года переброшен на Свирский оборонительный рубеж, где принимает участие в Свирско-Петрозаводской операции: 29.06.1944 наносит удар по станции Пески; 13.07.1944 бомбит крупные артиллерийские склады на стыке шоссейных дорог, ведущих к линии фронта в районе Лоймола. В июле 1944 возвращён на медвежьегорское направление, 19.07.1944 бомбит опорный узел противника северо-западнее озера Саланярви. 01.08.1944 производит бомбардировку аэродрома Вяртсиля, 08.08.1944 аэродрома Ионэсу
Осенью 1944 года участвует в Петсамо-Киркенесской операции, отличился при освобождении Киркенеса.
По окончании операции базировался в Заполярье, боевых действий больше не вёл.

## Полное наименование
- 80-й ближнебомбардировочный Киркенесский Краснознамённый полк

## Подчинение
- — вероятно

| Дата            | Фронт (округ)               | Армия               | Корпус | Дивизия                                    | Примечания                                  |
| --------------- | --------------------------- | ------------------- | ------ | ------------------------------------------ | ------------------------------------------- |
| 22.06.1941 года | Архангельский военный округ | -                   | -      | 1-я смешанная авиационная бригада          | -                                           |
| 01.07.1941 года | Архангельский военный округ | -                   | -      | 1-я смешанная авиационная бригада          | -                                           |
| 10.07.1941 года | -                           | -                   | -      | -                                          | нет данных                                  |
| 01.08.1941 года | -                           | -                   | -      | -                                          | нет данных                                  |
| 01.09.1941 года | -                           | -                   | -      | -                                          | нет данных                                  |
| 01.10.1941 года | Карельский фронт            | 14-я армия*         | -      | 1-я смешанная авиационная дивизия*         | -                                           |
| 01.11.1941 года | Карельский фронт            | 14-я армия          | -      | 1-я смешанная авиационная дивизия*         | -                                           |
| 01.12.1941 года | Карельский фронт            | 14-я армия          | -      | 1-я смешанная авиационная дивизия*         | -                                           |
| 01.01.1942 года | Карельский фронт            | 14-я армия          | -      | 1-я смешанная авиационная дивизия*         | -                                           |
| 01.02.1942 года | Карельский фронт            | 14-я армия          | -      | 1-я смешанная авиационная дивизия*         | -                                           |
| 01.03.1942 года | Карельский фронт            | -                   | -      | -                                          | точных данных нет                           |
| 01.04.1942 года | Карельский фронт            | 32-я армия          | -      | -                                          | -                                           |
| 01.05.1942 года | Карельский фронт            | 32-я армия          | -      | -                                          | -                                           |
| 01.06.1942 года | Карельский фронт            | 26-я армия          | -      | -                                          | -                                           |
| 01.07.1942 года | Карельский фронт            | -                   | -      | -                                          | -                                           |
| 01.08.1942 года | Карельский фронт            | 26-я армия          | -      | -                                          | -                                           |
| 01.09.1942 года | Карельский фронт            | -                   | -      | -                                          | -                                           |
| 01.10.1942 года | Карельский фронт            | 26-я армия          | -      | -                                          | -                                           |
| 01.11.1942 года | Карельский фронт            | 26-я армия          | -      | -                                          | -                                           |
| 01.12.1942 года | Карельский фронт            | 7-я воздушная армия | -      | 260-я бомбардировочная авиационная дивизия | -                                           |
| 01.01.1943 года | Карельский фронт            | 7-я воздушная армия | -      | 260-я бомбардировочная авиационная дивизия | -                                           |
| 01.02.1943 года | Карельский фронт            | 7-я воздушная армия | -      | 260-я бомбардировочная авиационная дивизия | -                                           |
| 01.03.1943 года | Карельский фронт            | 7-я воздушная армия | -      | 260-я смешанная авиационная дивизия        | без одной эскадрильи в подчинении 258-й сад |
| 01.04.1943 года | Карельский фронт            | 7-я воздушная армия | -      | 260-я смешанная авиационная дивизия        | -                                           |
| 01.05.1943 года | Карельский фронт            | 7-я воздушная армия | -      | 260-я смешанная авиационная дивизия        | -                                           |
| 01.06.1943 года | Карельский фронт            | 7-я воздушная армия | -      | 260-я смешанная авиационная дивизия        | -                                           |
| 01.07.1943 года | Карельский фронт            | 7-я воздушная армия | -      | 260-я смешанная авиационная дивизия        | -                                           |
| 01.08.1943 года | Карельский фронт            | 7-я воздушная армия | -      | 260-я смешанная авиационная дивизия        | -                                           |
| 01.09.1943 года | Карельский фронт            | 7-я воздушная армия | -      | 260-я смешанная авиационная дивизия        | -                                           |
| 01.10.1943 года | Карельский фронт            | 7-я воздушная армия | -      | 260-я смешанная авиационная дивизия        | -                                           |
| 01.11.1943 года | Карельский фронт            | 7-я воздушная армия | -      | 260-я смешанная авиационная дивизия        | -                                           |
| 01.12.1943 года | Карельский фронт            | 7-я воздушная армия | -      | 260-я смешанная авиационная дивизия        | -                                           |
| 01.01.1944 года | Карельский фронт            | 7-я воздушная армия | -      | 260-я смешанная авиационная дивизия        | -                                           |
| 01.02.1944 года | Карельский фронт            | 7-я воздушная армия | -      | 260-я смешанная авиационная дивизия        | -                                           |
| 01.03.1944 года | Карельский фронт            | 7-я воздушная армия | -      | 260-я смешанная авиационная дивизия        | -                                           |
| 01.04.1944 года | Карельский фронт            | 7-я воздушная армия | -      | 260-я смешанная авиационная дивизия        | -                                           |
| 01.05.1944 года | Карельский фронт            | 7-я воздушная армия | -      | 260-я смешанная авиационная дивизия        | -                                           |
| 01.06.1944 года | Карельский фронт            | 7-я воздушная армия | -      | 261-я смешанная авиационная дивизия        | -                                           |
| 01.07.1944 года | Карельский фронт            | 7-я воздушная армия | -      | 261-я смешанная авиационная дивизия        | -                                           |
| 01.08.1944 года | Карельский фронт            | 7-я воздушная армия | -      | 261-я смешанная авиационная дивизия        | -                                           |
| 01.09.1944 года | Карельский фронт            | 7-я воздушная армия | -      | 261-я смешанная авиационная дивизия        | -                                           |
| 01.10.1944 года | Карельский фронт            | 7-я воздушная армия | -      | 261-я смешанная авиационная дивизия        | -                                           |
| 01.11.1944 года | Карельский фронт            | 7-я воздушная армия | -      | 261-я смешанная авиационная дивизия        | -                                           |
| 01.12.1944 года | Резерв Ставки ВГК           | 7-я воздушная армия | -      | -                                          | -                                           |
| 01.01.1945 года | Резерв Ставки ВГК           | 7-я воздушная армия | -      | -                                          | -                                           |
| 01.02.1945 года | Резерв Ставки ВГК           | 7-я воздушная армия | -      | -                                          | -                                           |
| 01.03.1945 года | Резерв Ставки ВГК           | 7-я воздушная армия | -      | -                                          | -                                           |
| 01.04.1945 года | Резерв Ставки ВГК           | 7-я воздушная армия | -      | -                                          | -                                           |
| 01.05.1945 года | Резерв Ставки ВГК           | 7-я воздушная армия | -      | -                                          | -                                           |

## Награды
| Награда (наименование)               | Дата                                                       | За что получена |
| ------------------------------------ | ---------------------------------------------------------- | --- |
| Орден Красного Знамени               | Указ Президиума Верховного Совета СССР от 21 мая 1940 года | За образцовое выполнение боевых заданий командования на фронте борьбы с финской белогвардейщиной и проявленные при этом доблесть и мужество. |
| Почётное наименование «Киркенесский» | Приказ ВГК № 0369 от 14.11.1944 года                       | За активные героические действия по разгрому врага и освобождение города Киркенеса.                                                          |

## Воины полка
| Награда | Ф. И. О.                 | Должность           | Звание | Дата       | Примечания                                                          |
| ------- | ------------------------ | ------------------- | ------ | ---------- | ------------------------------------------------------------------- |
|         | Высоцкий, Пётр Иосифович | командир эскадрильи | майор  | 02.11.1944 | к моменту награждения 143 боевых вылета на разведку и бомбардировку |

## Командиры
- майор Плешивцев Борис Ильич (16.10.1939 — ….)
- майор Тарасевич Георгий Николаевич (17.09.1941 — 24.03.1942)
- майор Старичевский Сергей Иванович (март 1942 — март 1943?)
- гвардии подполковник Стариков Георгий Петрович (март 1943 — ….)

## Начальники штаба
- майор Остромовский Донат Дмитриевич (1941 - 1942)
- майор Корниенко Иван Афанасьевич (1942 - 1945)